# Абу Джихад
Халиль Ибрагим Махмуд аль-Вазир (араб. خليل إبراهيم الوزير‎, более известный как Абу Джихад, араб. أبو جهاد‎, букв. «Отец Джихада», 10 октября 1935 года, Рамле, Палестина — 16 апреля 1988 года, Тунис) — палестинский националистический деятель, глава военного крыла организации «ФАТХ», заместитель Ясира Арафата, организатор многочисленных террористических актов.

## Ранние годы
Родился в подмандатной Палестине в городе Рамле в 1935 году в семье владельца пекарни. В 1948 году после захвата Рамлы израильскими войсками его семья, вместе с тысячами других жителей города, была изгнана и осела в лагере беженцев Эль-Бурейдж в секторе Газа.
Обучался в средней школе, финансируемой БАПОР, и закончил её с отличием, после чего поступил в Александрийский университет. Одновременно с учёбой в университете проходил военную подготовку в Каире.
Ещё во время учёбы в школе начал организовывать отряды федаев, нападавших на израильские пограничные посты. Вступил в запрещённую в Египте организацию «Братья-мусульмане», за что попал на некоторое время в тюрьму. В египетской тюрьме начал изучать иврит и историю сионизма. В 1957 году снова был арестован за вылазки на израильскую территорию и выслан в Саудовскую Аравию, где нашёл работу в качестве учителя. В 1959 году перебрался в Кувейт, где занимался преподавательской работой до 1963 года.

## Первые годы ФАТХ
Находясь в Кувейте, где обосновались многие палестинские беженцы, вместе с Ясиром Арафатом стал одним из основателей военно-политической организации «ФАТХ». В первые годы своей деятельности в этой организации был редактором партийной газеты «Филастинуна», а затем был направлен в Алжир, где создал первый филиал «ФАТХ» и первый тренировочный лагерь для палестинских боевиков. Он также отвечал за налаживание отношений с социалистическими странами. В 1964 году побывал с визитом в КНР, после чего стал употреблять термин «народно-освободительная война», хотя и был далёк от коммунизма как идеологии. В Северном Вьетнаме и КНДР получил высшее военное образование.
В первой половине 1960-х годов женился на своей дальней родственнице Интиссар аль-Вазир. После рождения первенца он взял имя «Абу-Джихад», а Интиссар аль-Вазир — «Умм-Джихад».
1 января 1965 года диверсанты «ФАТХ» под его руководством попытались проникнуть на территорию Израиля с целью уничтожения Южного Государственного водовода, снабжающего водой южные районы страны. Диверсия не удалась, так как диверсантов задержали египетские и иорданские пограничники, однако традиционно считается «началом вооружённой борьбы» «ФАТХ».
В том же году вместе с другими лидерами «ФАТХ» перебрался в Сирию, чьё руководство поддерживало доктрину «народно-освободительной войны». Однако уже в феврале 1966 года вместе с Арафатом он был арестован по обвинению в убийстве лидера палестинских баасистов Юсефа Ураби. Возможно, что их спасло только заступничество министра обороны Сирии, будущего президента страны Хафеза Асада. На время их ареста Умм-Джихад была действующим руководителем организации.

## После Шестидневной Войны
После Шестидневной войны 1967 года Абу Джихад, снискавший себе репутацию эксперта «народно-освободительной войны», которая, после поражения арабских регулярных армий казалась единственной возможностью военного противостояния Израилю, оказался на самой вершине власти в Организации освобождения Палестины. Он возглавил боевое крыло «ФАТХ» «Аль-Асифа» и занял высокие должности в ЦК ФАТХ и Палестинском национальном совете.
В Иордании сыграл важную роль во время событий сентября 1970 года («Чёрный сентябрь»), организовав снабжение осаждённых палестинских опорных пунктов Джарашa и Аджлуна. После поражения ООП вместе с другими лидерами ООП перебрался в Ливан, где создал разветвлённую инфраструктуру, фактически государство в государстве. Официальное правительство Ливана фактически потеряло контроль над южными районами страны, контролируемыми ООП. Также Абу Джихад руководил созданием подпольных ячеек на Западном берегу Иордана и в секторе Газа. С помощью стран социалистического лагеря добился перевооружения вооружённых сил ООП и превращения их в настоящую армию.
В эти годы Абу Джихад организует многочисленные атаки на территории Израиля с моря и с территории Ливана. Среди наиболее известных нападений, подготовленных им:
- Рейд в Нагарию 24 июня 1974 года;[4] отряд боевиков, прибывших морем из Ливана, убил четверых и ранил ещё восемь израильтян.
- Захват гостиницы «Савой» в Тель-Авиве 5 марта 1975 года; палестинские боевики высадились с моря, захватили гостиницу с постояльцами и потребовали освобождения палестинских заключённых из израильских тюрем. В процессе захвата и последующего штурма израильским спецназом погибли 18 мирных граждан.
- Взрыв заминированного холодильника в Иерусалиме 4 июля 1975 года. Часовое устройство сработало в канун субботы на людной площади а-Цион, 13 человек погибли и около 60 получили ранения.
- Теракт на Прибрежном шоссе Израиля 11 марта 1978 года; 11 боевиков высадились с моря в районе Зихрон-Яакова, захватили автобус с заложниками и направились на нём в сторону Тель-Авива, ведя огонь по встречным машинам. Автобус был остановлен около Герцлии. В процессе захвата заложников и последующего штурма автобуса погибли 39 граждан Израиля.
- Теракт в Хевроне 8 мая 1980 года; группу израильтян, направлявшихся на молитву в пещеру Праотцов, боевики обстреляли из автоматов и забросали гранатами. Погибли 6 израильтян, ещё 16 были ранены.

В 1975 году боевики ООП захватили также посольство Египта в Мадриде и взяли в заложники египетских дипломатов, выдвинув требование о денонсации Египтом условий соглашений о прекращении огня с Израилем.
Многочисленные теракты были предотвращены израильскими службами безопасности, перехватывавшими боевиков ещё в море и на границе. Так, в сентябре 1978 года был предотвращён крупный теракт в Эйлате: арендованное кипрское судно «Агиос Деметриос», гружённое взрывчаткой, которое планировалось взорвать в эйлатском порту, было перехвачено по пути.

## После Ливанской войны
Израильское вторжение в Ливан в 1982 году и военное поражение заставило боевиков ООП покинуть страну и передислоцироваться в Тунис. После этих событий военная доктрина ООП изменилась: разуверившись в возможности уничтожить Израиль извне, была сделана ставку на партизанское движение на оккупированных Израилем территориях. Абу Джихад стал главным организатором и вдохновителем процессов, завершившихся первой палестинской интифадой.
В 1985 году между ним и Арафатом возник конфликт. В то время как Арафат выступил с заявлением о прекращении атак на израильские объекты за границей, Абу Джихад не был согласен с такой сменой стратегии; не желая идти на прямую конфронтацию с лидером ООП, он начал вести собственную деятельность с помощью других организаций, таких, как «Исламский джихад» и Организация Абу Нидаля. Тем не менее его позиции в ООП пошатнулись, у него появились конкуренты в виде личной гвардии Арафата «Отряд-17» и Группы по специальным операциям, ведших террористическую деятельность в рамках «ФАТХ» без согласования с ним.
В марте 1988 года трое боевиков, проникших с территории Египта, захватили автобус с работниками атомной станции в Димоне, направлявшимися на работу из Беэр-Шевы; девять из одиннадцати заложников были женщинами, матерями, начинавшими работу после того, как отвели детей в детский сад, и в прессе этот инцидент получил название «Автобус матерей». Автобус был взят штурмом, погибли трое заложников (по словам других заложников, как минимум один был застрелен террористами до начала штурма) и все три террориста. ООП взяла на себя ответственность за теракт, подготовленный, по-видимому, Абу Джихадом. Как полагают исследователи Раби и Тейтельбаум, это заставило Израиль отказаться от принятой практики, согласно которой лидеры ООП были неприкосновенны.

## Убийство Абу Джихада
В последние годы жизни на Абу Джихада были совершены три неудачных покушения. Израильская разведка обладала полной информацией о его местонахождении. План ликвидации, по некоторым данным, отрабатывался на подробном макете его виллы, находившейся в 20 километрах от Туниса.
15 апреля 1988 года трое неизвестных под фиктивными именами арендовали в Тунисе два легковых автомобиля и микроавтобус. В субботу, 16 апреля, поздним вечером в эти машины пересели высадившиеся с моря израильские спецназовцы. В половине первого ночи в Сиди бу Саид (пригороде Туниса, где находились дома и виллы многих палестинцев) и местном полицейском участке была отключена телефонная связь. После получения подтверждения, что Абу Джихад в доме, его вилла была окружена, и в 1:30 ночи начался штурм.
Сначала были убиты двое телохранителей Абу Джихада и садовник. Ворвавшись внутрь виллы, спецназовцы обнаружили её хозяина с пистолетом в руке и Умм-Джихад с детьми. Абу Джихад был расстрелян в упор, при этом нападавшие не тронули его семью. Впоследствии в его теле насчитали 52 пули. На стрельбу и крики Умм-Джихад никто из соседей не отозвался. Нападавшие покинули виллу через пять минут после начала штурма, захватив с собой бумаги, над которыми работал Абу Джихад, и ушли морем, бросив на берегу арендованные машины.
Государственный департамент США осудил это убийство. Израиль встретил сообщение о его смерти словами восхищения по поводу организации убийства, но официально отверг обвинения в причастности к нему. Израильский премьер-министр Ицхак Шамир заявил, что о происшедшем узнал из сообщения по радио. Израиль официально признал свою причастность к убийству только в 2012 году.

## События после смерти
Вдова Абу Джихада, Интиссар аль-Вазир (Умм-Джихад), в 80-е годы была членом ЦК ФАТХ и генеральным секретарём Союза палестинских женщин, вернулась в сектор Газа в 1995 году. В том же году возглавила министерство социального обеспечения Палестинской автономии. С 1996 года представляла город Газа в Палестинском законодательном совете.
Сын, Джихад аль-Вазир, получивший докторскую степень по бизнесу и финансам в Университете Лохборо (Великобритания), возглавлял ряд палестинских экономических учреждений и организаций, включая основанный им Палестинский Всемирный торговый центр. Он был заместителем министра планирования и международного сотрудничества Палестинской автономии, а затем возглавил Палестинское ведомство по регулированию денежного обращения (англ. Palestinian Monetary Authority).
20 апреля 2010 года центральная улица в Рамалле была названа именем Абу Джихада. На церемонии присутствовало всё руководство ПНА, включая председателя Абу-Мазена. Премьер-министр Израиля Биньямин Нетаньяху осудил этот шаг, заявив что он равнозначен признанию в поддержке терроризма.